# Albert Fàbrega
Albert Fàbrega (Olot, Cataluña, España; 1972) es un mecánico de competición de automovilismo, reportero y presentador de televisión español. Ha formado parte de la Fórmula 1 como mecánico en la escudería Super Aguri y como jefe de mecánicos en la escudería española HRT. En 2023-24 fue embajador del equipo Nissan en Fórmula E.
Es reportero en los circuitos de la temporada 2024 de Fórmula 1 en Disney+.

## Trayectoria

### Ingeniero
Desde joven se interesó por el mundo del motor y empezó a trabajar como mecánico en diferentes categorías y equipos. Entre sus funciones destacan las de jefe de mecánicos, Team Manager y coordinador de proyecto.
Ha pasado por numerosas categorías automovilísticas, incluyendo el WRC, las World Series by Nissan, las World Series by Renault, Super Touring y Fórmula E, entre otras.

#### Fórmula 1 (2006-2008) (2011-2012)
Albert debutó en la categoría como mecánico en la escudería japonesa Super Aguri F1 Team, siendo el encargado de la pistola neumática de una de las ruedas en las paradas en boxes de pilotos como Takuma Satō, Anthony Davidson o Franck Montagny, entre otros, durante las temporadas 2006 y 2007.
En marzo de 2011 se unió a la escudería española HRT Formula 1 Team como jefe de mecánicos durante las temporadas 2011 y 2012, además de coach del piloto chino Ma Qing Hua. El equipo cosecha muy pobres resultados y desaparece por falta de recursos económicos antes del comienzo de la temporada 2013.

#### Etapa en  Epsilon Euskadi
Albert fue Team Manager de la escudería vasca Epsilon Euskadi (actual EPIC Racing) entre 2008 y 2011, participando en la Eurocopa de Fórmula Renault, en la Copa de Europa Occidental de Fórmula Renault 2.0 y en las 24 Horas de Le Mans, entre otras categorías.

#### Actualidad
Actualmente Albert trabaja como Strategic Adviser en la empresa catalana QEV Technologies especializada en movilidad eléctrica.

### Televisión
Albert comienza su carrera en la televisión en marzo de 2014 como analista técnico de Fórmula 1 en el canal catalán TV3 durante las temporadas 2014 y 2015.
En 2016 se une a Movistar Fórmula 1 como reportero en el pit-lane en todas las sesiones de entrenamientos libres FP1 y FP3 y la mayoría de FP2, analista en los previos de todas las sesiones del Gran Premio, entrevistador en los previos y post de clasificación y carrera y presentador del programa El ojo de Fàbrega durante la temporada 2021. El 28 de febrero de 2021 el canal cesa sus emisiones.
También en 2016 deja TV3 para incorporarse a Canal F1 Latin America como reportero de Fórmula 1 en los circuitos, donde permanece 3 años hasta el cese de transmisiones del canal en enero de 2018.
En febrero de 2018 Albert se une a las transmisiones del canal Fox Sports 3 de América Latina, donde trabaja hasta el cese de transimiones del canal en diciembre de 2021.
Desde el 1 de marzo de 2021 Albert forma parte del equipo de DAZN F1 como reportero en los circuitos en todas las sesiones del Gran Premio (explicando curiosidades de los monoplazas en las Fàbregalecciones) y como presentador del programa La vuelta al mundo de Fàbrega desde los circuitos del calendario.
A partir de febrero de 2024 cesa en su función como reportero para DAZN, pero se suma a la plantilla permanente en las transmisiones latinoamericanas, a través de la plataforma Disney+ .

## Premios
| Organización | Tipo                   | Galardón              | Razón                                                                          |
| ------------ | ---------------------- | --------------------- | ------------------------------------------------------------------------------ |
| YouTube      | YouTube Creator Awards | Silver Creator Awards | Por la cantidad de 100 000 suscriptores en su canal de Youtube Albert Fabrega. |